# میرکو میشلی
میرکو میشلی (انگلیسی: Mirko Miceli؛ زادهٔ ۱۶ ژوئن ۱۹۹۱) بازیکن فوتبال است.
از باشگاه‌هایی که در آن بازی کرده‌است می‌توان به باشگاه فوتبال آلساندریا و باشگاه فوتبال وارزه اشاره کرد.